# Knoten-Beinwell
Der Knoten-Beinwell (Symphytum tuberosum), seltener Knotige Wallwurz genannt, ist eine Pflanzenart aus der Gattung Beinwell (Symphytum) innerhalb der Familie der Raublattgewächse (Boraginaceae). Weitere Trivialnamen sind Knollen-Beinwell und Knolliger Beinwell, die aber auch als Bezeichnung für die nahe verwandte Art Symphytum bulbosum benutzt werden. Der Knoten-Beinwell ähnelt mit seinen blassgelben Blüten den hellblütigen Formen des Echten Beinwells (Symphytum officinale), ist aber erheblich kleiner und kaum verzweigt. 

## Beschreibung

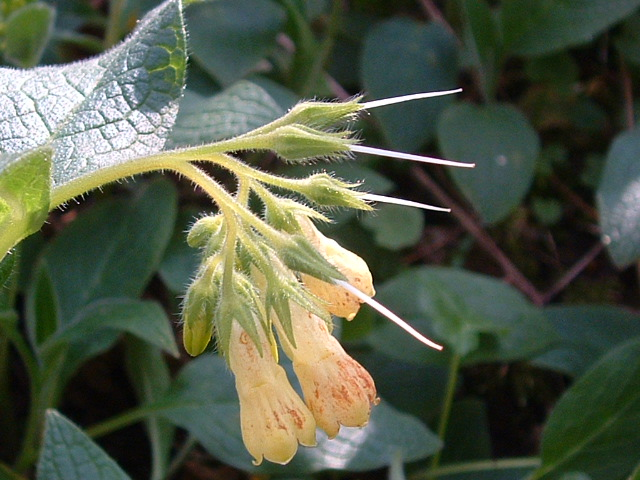
Blütenstand mit einigen Blüten

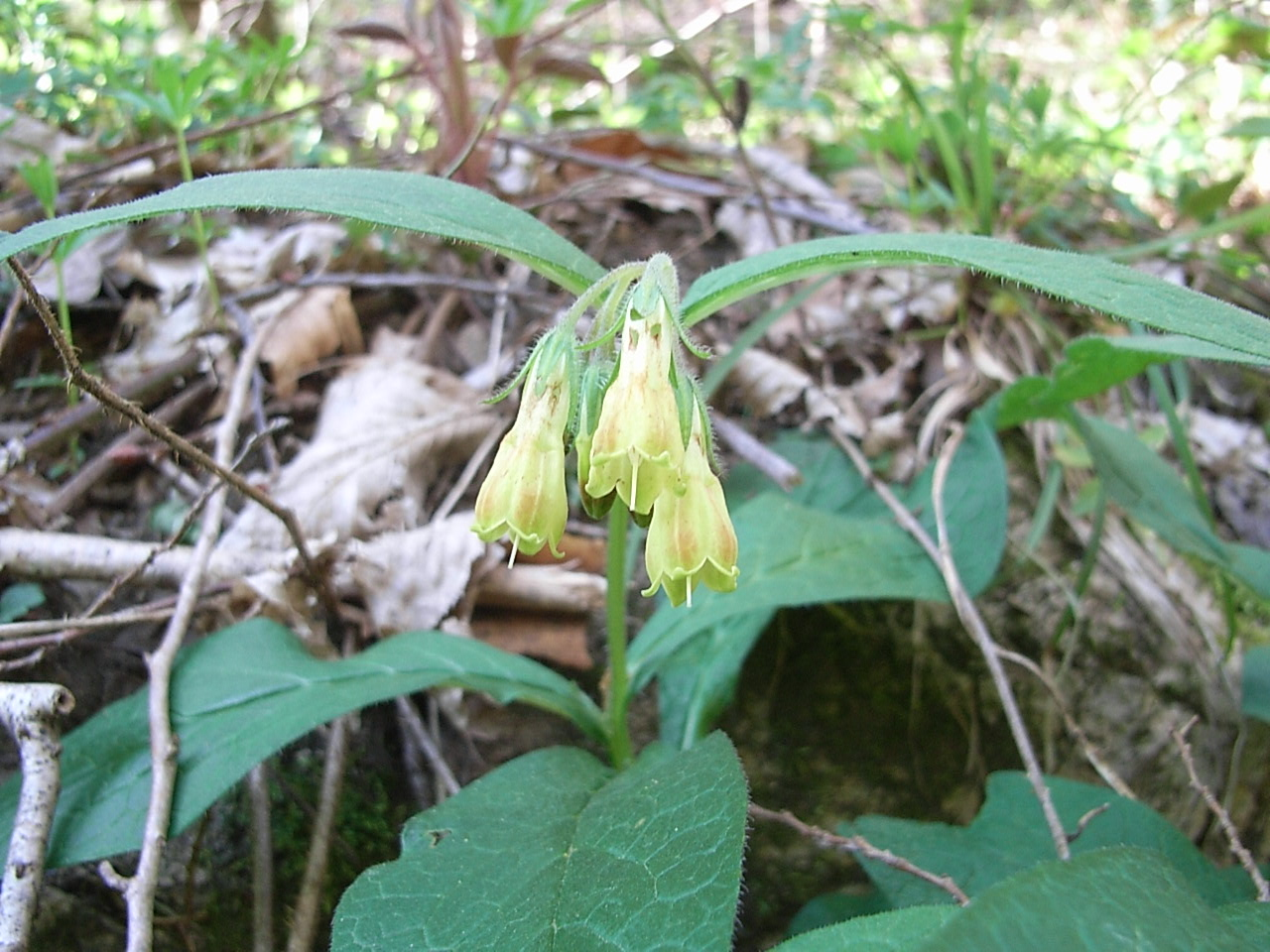
Habitus

### Vegetative Merkmale
Der Knoten-Beinwell wächst als ausdauernde krautige Pflanze, die Wuchshöhen von 20 bis 30 Zentimetern erreicht. Als Überdauerungsorgan wird ein wenig verzweigtes knolliges Rhizom ausgebildet. Der Stängel verzweigt sich kaum. Die oberirdischen Pflanzenteile sind rau behaart.
Die unteren Laubblätter sind eiförmig-elliptisch und verschmälern sich in einen 1 bis 7 Zentimeter langen Blattstiel; die oberen sind sitzend und nur halb, schmal herablaufend.

### Generative Merkmale
Die Blütezeit reicht von April bis Mai. Meist sechs bis zehn (bis 20) Blüten stehen in einem Doppelwickel zusammen. Die nickenden Blüten sind 3 bis 8 Millimeter lang gestielt. Vom ansonsten sehr ähnlichen Knollen-Beinwell (Symphytum bulbosum) unterscheidet sich der Knoten-Beinwell vor allem durch die größeren Blüten.
Die gelblich-weißen Blütenkronen sind trichterförmig röhrig und weisen fünf zurückgekrümmte Kronzipfel auf. Die Krone ist beim Knoten-Beinwell 15 bis 20 Millimeter lang, beim Knollen-Beinwell nur 7 bis 11 Millimeter und die Kronzipfel überragen anders als beim Knollen-Beinwell die Schlundschuppen. Die Staubblätter sind etwa so lang wie die Schlundschuppen; die Staubbeutel sind mehrmals länger als die Staubfäden. Der Griffel überragt die Blütenkrone oft.
Die Teilfrüchte sind mehr oder weniger rau und netzartig-runzelig.
Die Chromosomenzahl beträgt 2n = 18, 64, 72, 96, 100 oder 128.

## Nutzung
In der Heilkunde wird der Knoten-Beinwell (lateinisch früher wohl auch als Consolida media bezeichnet) ähnlich vieler anderer, als consolida bezeichneter Beinwell-Arten (wie Kriechender Günsel und Echter Beinwell) verwendet.
Das Rhizom ist stärkehaltig, es wurde in Notzeiten gemahlen und Brotteig zugemischt. Wenn man das Rhizom röstet, bis es braun ist, und dann mahlt, kann das Pulver Kaffee ersetzen; es hat eine Weichheit im Geschmack, die bei echtem Kaffee nicht zu finden ist. 
Gelegentlich verwendet man in den gemäßigten Gebieten den Knoten-Beinwell als Zierpflanze beispielsweise Bodendecker in Gärten.

## Vorkommen
Der Knoten-Beinwell ist in West-, Mittel- und Südeuropa verbreitet. Im Norden erreicht er die Britischen Inseln, im Osten die Ukraine und im Südosten die Türkei. Durch Gartenflüchtlinge ist er in Teilen der USA ein Neophyt. In Deutschland wächst der Knoten-Beinwell vor allem im mittleren und südlichen Teil Bayerns östlich des Lechs, daneben in Norddeutschland an der Elbe und Oder.
Er gedeiht in Mitteleuropa oft an schattigen bis halbschattigen Standorten in nährstoffreichen Laub- und Mischwäldern. Er ist eine Charakterart der Ordnung Fagetalia. In Österreich fehlt er nur im Bundesland Vorarlberg. Er steigt in Oberbayern bis in Höhenlagen von 1750 Metern, am Wiener Schneeberg bis 1500 Meter und im Tessin bis 1100 Meter auf.
Die ökologischen Zeigerwerte nach Landolt et al. 2010 sind in der Schweiz: Feuchtezahl F = 3+w (feucht, aber mäßig wechselnd), Lichtzahl L = 2 (schattig), Reaktionszahl R = 4 (neutral bis basisch), Temperaturzahl T = 4 (kollin), Nährstoffzahl N = 3 (mäßig nährstoffarm bis mäßig nährstoffreich), Kontinentalitätszahl K = 2 (subozeanisch).

## Systematik
Die Erstveröffentlichung von Symphytum tuberosum erfolgte 1753 durch Carl von Linné in Species Plantarum, Tomus I, S. 136. Das Artepitheton tuberosum leitet sich ab vom zum Teil knolligen „Wurzelstock“, gemeint ist das Rhizom. Ein Synonym für Symphytum tuberosum L. ist Symphytum mediterraneum W.D.J.Koch non Guss. non F.W.Schultz.
Von Symphytum tuberosum gibt es mindestens zwei Unterarten:
- Symphytum tuberosum subsp. angustifolium (Kern.) Nyman (Syn.: Symphytum nodosum Schur, Symphytum tuberosum subsp. nodosum (Schur) Soó, Symphytum leonhardtianum Pugsley): Sie kommt von Frankreich, Deutschland und der Schweiz durch ganz Südost- und Osteuropa bis zur Türkei vor.[4]
- Symphytum tuberosum L. subsp. tuberosum (Syn.: Symphytum mediterraneum W.D.J.Koch, Symphytum tuberosum subsp. mediterraneum (W.D.J.Koch) P.Fourn., Symphytum minus Bubani nom. illeg., Symphytum ambiguum Pau): Es gibt Fundortangaben Mallorca, Menorca, Korsika, Frankreich, Andorra, Spanien, Deutschland, die Schweiz, die Britischen Inseln sowie die Slowakei.[4]